# Distrito militar del Turquestán
El Distrito militar del Turquestán fue un distrito militar de las Fuerzas Armadas Soviéticas, y anteriormente las Fuerzas Armadas del Imperio ruso, que estuvo operativo en la época soviética desde el fin de la Gran Guerra Patria hasta la disolución de la Unión Soviética. Previamente estuvo operativo como distrito militar imperial desde 1867 (mismo año de la creación de la gubernia del Turquestán Occidental, hasta el final definitivo del sistema imperial ruso con el colapso del Estado Ruso.
La región militar fue tanto en la etapa del Imperio ruso como en la etapa de la Unión Soviética, una región fronteriza («fronteriza» en la nomenclatura imperial, «frontal» en la nomenclatura soviética) al abarcar parte de la frontera sur del territorio, siendo el punto de contacto con Irán y Afganistán.

## Historia

### Previo a la creación del distrito
En 1864, durante el reinado de Alejandro II de Rusia, el Ejército Imperial Ruso aumentó su apuesta para la toma de Asia Central, que había sido dejada en manos de reasentimentos cosacos los últimos 20 años. El mando de las fuerzas de la zona fue dado a Mijaíl Chernayev, que junto a Mijaíl Skóbelev y Konstantín von Kaufman derrotó y tomó Aulie-Ata, Taskent, Samarcanda y casi todo el Emirato de Bujará, forjando el que comenzaría a ser conocido como Turquestán ruso.

### Imperio ruso

Distritos militares de las Fuerzas Armadas del Imperio ruso. El del Turquestán se aprecia en marrón.

El Distrito militar del Turquestán fue creado de facto con la creación de la gubernia del Turquestán durante los últimos compases de la conquista rusa de Asia Central. No fue hasta 1874 que el Distrito militar del Turquestán sería oficializado en la reforma militar de aquel año, llevada a cabo por el ministro D. A. Miliutin, que dividió el territorio imperial en 14 distritos militares.
Al oficializarse el distrito militar, se mantuvo el mando del mismo para el gobernador general de la zona, siendo su primer comandante tanto de dacto como de iure Konstantín Petróvich von Kaufman (de 1867 a 1882), atamán a su vez de los cosacos del Semirechye.
En 1897 se adhirieron las regiones de Transcaspia y Semirechye al Distrito militar del Turquestán.

### Unión Soviética
Entre la caída del Imperio ruso y 1924, la zona comprendida por el distrito militar del Turquestán perteneció a la República Autónoma Socialista Soviética del Turquestán. En 1924 ésta se dividió a su vez en las Repúblicas Socialistas Soviéticas de
Uzbekistán, Kirguistán, Tayikistán y Turkmenistán. Durante las reformas de 1923 a 1929, la región del Turquestán quedó englobada en el Distrito militar de Asia Central.
No sería hasta el 9 de julio de 1945, tras el fin de la Gran Guerra Patria, que las Fuerzas Armadas Soviéticas reformarían los distritos militares asemejándose más a los antiguos distritos imperiales rusos que se recuperaría el Distrito militar del Turquestán, entro otros muchos y algunos nuevos.
En 1968, el Distrito militar del Turquestán fue galardonado con la Orden de la Bandera Roja. Al año siguiente, como reacción al empeoramiento de las relaciones con la China comunista (Conflicto fronterizo sino-soviético en el marco de la ruptura sino-soviética), se reorganizaron los distritos militares del Turquestán y Estepa, que eran resultado de la división del anterior distrito militar de Asia Central, en tres distritos militares: Turquestán, Estepa y Asia Central.
En 1979, su situación fronteriza hizo del distrito una zona de paso entre el grueso de las Fuerzas Armadas Soviéticas y el Contingente Limitado de Tropas Soviéticas en Afganistán (denominación de las fuerzas soviéticas en Afganistán durante la invasión soviética del país y conocido por las siglas OKSVA, en ruso: Ограни́ченный континге́нт сове́тских войск в Афганиста́не (ОКСВА)). Durante la guerra de Afganistán, el distrito militar del Turquestán albergó el mayor número de campos de entrenamiento para los militares afganos alineados con la URSS. Estos campos fueron considerados por los soviéticos como de muy poca calidad por el bajo nivel de los soldados afganos, llegando a ser un tema recurrente del folclore militar soviético:

Есть в Союзе три дыры: Теджен, Кушка, Мары и их младший брат — Кизыл-Арват.
Hay tres agujeros en la Unión: Teyen, Kushka, Mary y su hermano menor, Kizil-Arvat.
Víctor Kurenev. La estrella en la frente (Звезда на лбу)

Tras el colapso de la Unión Soviética en 1991, el territorio del distrito militar del Turquestán quedó dividido entre varias repúblicas que se autogestionaron primero y se independizaron del todo después, por lo que el distrito dejó de existir.